# Sanders megye
Sanders megye az Amerikai Egyesült Államokban, azon belül Montana államban található. Megyeszékhelye és legnagyobb városa Thompson Falls. Lakosainak száma 12 400 fő (2020. április 1.). Sanders megye Lincoln, Mineral, Flathead, Lake, Missoula, Shoshone és Bonner megyékkel határos.

## Népesség
A megye népességének változása:
| Lakosok száma | 11 396 | 11 377 | 11 392 | 11 363 | 11 336 | 12 400 |
|               | 2010   | 2011   | 2012   | 2013   | 2015   | 2020   |